# Krasiówka
Krasiówka (biał. Красіеўка, Krasijeuka; ros. Красиевка, Krasijewka) – wieś na Białorusi, w obwodzie brzeskim, w rejonie janowskim, w sielsowiecie Mołodów.

## Nazwa
Początkowo nosiła nazwę Krasiówka, którą Słownik geograficzny Królestwa Polskiego wymienia jako nazwę dawną, a jako nazwy obecne podaje Śmierdząca i Śmierdziacze. Skorowidz miejscowości Rzeczypospolitej Polskiej z 1924 oraz rozporządzenie Rady Ministrów z 1928 podaje nazwę Śmierdziacze, a mapa Wojskowego Instytutu Geograficznego z 1926 Smerdziacze.
Historyczne nazwy wsi w językach białoruskim i rosyjskim: biał. Смярдзя́ча, Smiardziacza; biał. (tar.) Сьмярдзяча, Śmiardziacza; ros. Смердячи, Smierdiaczi.

## Historia
W XIX i w początkach XX w. położona była w Rosji, w guberni grodzieńskiej, w powiecie kobryńskim, w gminie Osownica.
W dwudziestoleciu międzywojennym Śmierdziacze leżały w Polsce, w województwie poleskim, w powiecie drohickim, do 12 kwietnia 1928 w gminie Drużyłowicze, następnie w gminie Motol. W 1921 wieś liczyła 500 mieszkańców, zamieszkałych w 91 budynkach, w tym 437 Białorusinów i 63 Polaków. Wszyscy oni byli wyznania prawosławnego.
Po II wojnie światowej w granicach Związku Sowieckiego. Od 1991 w niepodległej Białorusi.